# Caso Sebastián Bordón
El Caso Sebastián Bordón es un proceso judicial argentino sobre el asesinato ocurrido en octubre de 1997 en la provincia de Mendoza,  cometido por efectivos policiales de esa provincia. Es emblemático porque provocó cambios estructurales en la Policía de Mendoza.
La víctima había partido desde Moreno, provincia de Buenos Aires, con sus compañeros y  sin docentes para realizar su viaje de egresados, pero varios desequilibrios emocionales del estudiante provocaron que los docentes a cargo de otro grupo que viajaba en el micro con su grupo lo dejaran en el hospital  y luego un destacamento policial en manos de la policía mendocina, donde luego de otra crisis emocional violenta fue asesinado por los efectivos policiales, quienes intentaron ocultar y encubrir el crimen posteriormente.
Como consecuencia también de este episodio, los docentes fueron separados de sus cargos y exonerados de la Dirección General de Cultura y Educación de Buenos Aires.

## La víctima
Sebastían Luis Alberto Bordón, nacido el 11 de octubre de 1978 en Moreno, Buenos Aires, era un estudiante de secundaria que cursaba sus estudios en la Escuela de Enseñanza Media Nº13 de su ciudad natal, que se encontraba realizando su viaje de egresados como parte de una actividad educativa del establecimiento. Partió con sus compañeros y con dos docentes a cargo del grupo. Mientras realizaba el viaje sufrió un desequilibrio emocional y los docentes a cargo del grupo lo dejaron en manos de policías provinciales de Mendoza en el destacamento El Nihuil.

## Los hechos
Bordón partió desde su ciudad de natal, Moreno, con sus compañeros y un grupo de docentes a cargo rumbo a la provincia de Mendoza para realizar su viaje de egresados, conformando una actividad educativa más del establecimiento escolar donde cursaba sus estudios.

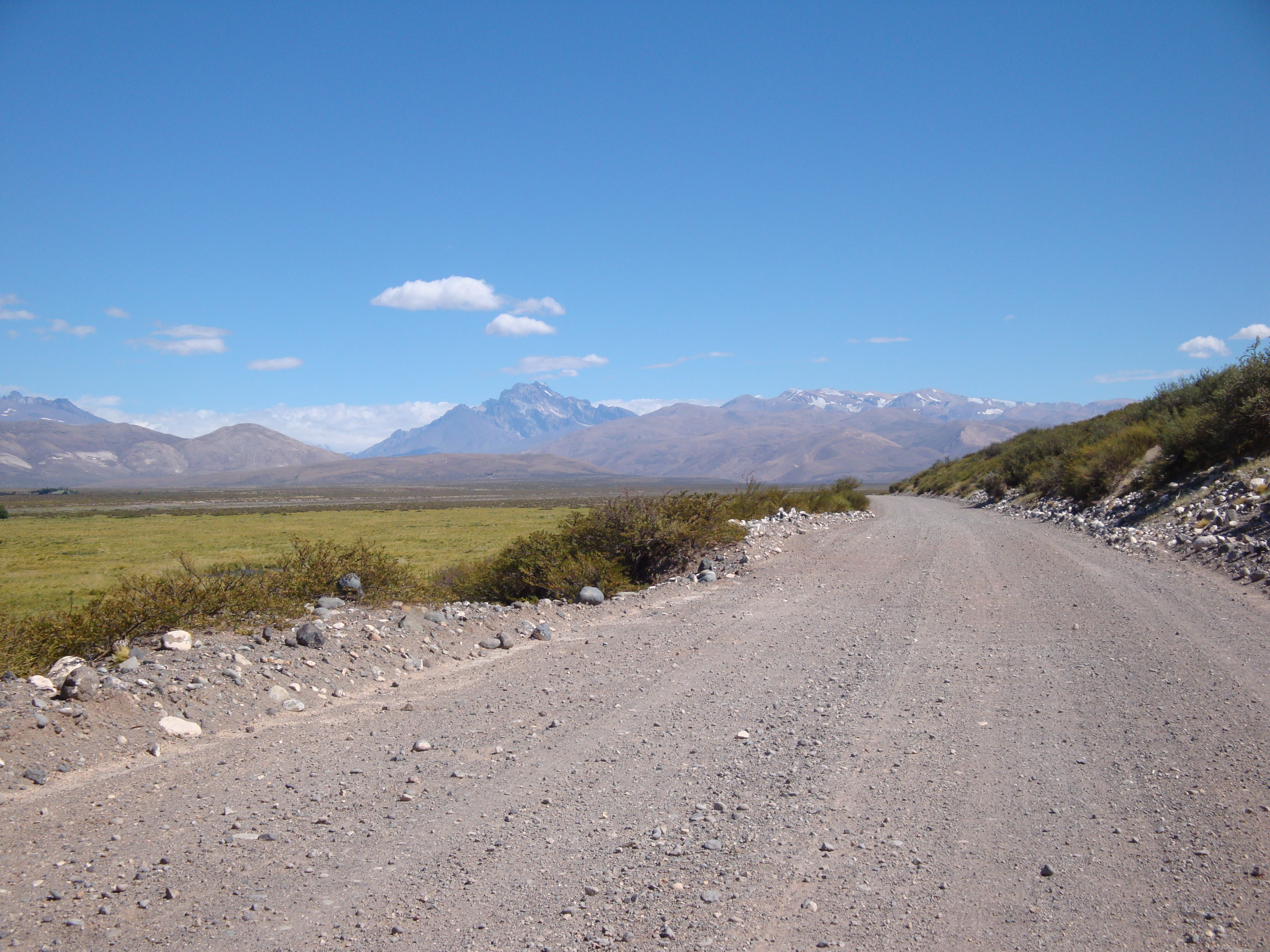
Vista del paraje El Sosneado, Mendoza.

Bordón, mientras realizaba una excursión correspondiente a su viaje de egresados, sufrió un desequilibrio emocional. En la localidad de El Nihuil, un médico le suministró un sedante (10 g de Valium I), y con sus compañeros de viaje se dirigió a Malargüe. En una estación de servicio de esa localidad, solicitó ayuda a una mujer diciendo que lo querían drogar y matar, logra ser controlado enseguida y siguen camino a Las Leñas donde sufrió otro desequilibrio emocional, y nuevamente logran contenerlo. En el viaje de regreso a El Nihuil, a la altura del paraje El Sosneado sufrió un ataque de nervios más severo, rompió un asiento y sacó su cabeza por la ventanilla del ómnibus que lo trasladaba, gritando que querían asesinarlo. Subió al vehículo el comisario Carlos Plácido Escobar, que habló con Bordón, y éste le solicitó que lo descienda del ómnibus porque no quería seguir viaje con sus compañeros. El funcionario policial le respondió irónicamente si no quería también que lo adopte, y acepta su pedido. Inmediatamente se comunican con su padre quien dijo que iría a buscarlo enseguida.
Bordón fue alojado en el destacamento El Nihuil de la policía mendocina, donde pasó la noche, pero al día siguiente manifestó querer regresar con sus compañeros. El cabo Esteban Mérelo, quién estaba a cargo del destacamento, le dice que no lo haga porque su padre estaba por arribar. Al recibir esta respuesta, Bordón hace un gesto indicando que se iba a escapar. Posteriormente, a las 12:29 del 2 de octubre de 1997 (según los informes del caso), Bordón le aplicó un golpe de puño a Merelo y escapó corriendo. Diez minutos después de la comisaría 38 de Cuadro Benegas, San Rafael partió un patrullero con el oficial Daniel Gómez, el cabo Alejandro Cubillos y el agente Roberto Gualpa para capturar a Bordón, cuando lo interceptan este resiste y le aplicaron una golpiza a la que se habría sumado Merelo. Lo escondieron en una casa vacía aledaña al lugar.
Inmediatamente, los autores del hecho comenzaron un plan de encubrimiento del cual participaron jefes policiales, según consta en el expediente judicial. Cuando la madre del estudiante se comunicó con el destacamento recibió como respuesta por parte de un agente: "El atorrante de su hijo se ha escapado", e instantes después cuando el padre arribó al lugar le dijeron que su hijo se encontraba en camino. Al mismo tiempo, y desde su domicilio, el comisario Trentini ordenó telefónicamente ocultar el cuerpo. Al otro día se sumaron al encubrimiento la parapsicóloga Amanda Ledesma y el camionero Humberto Vega Gímenez, quienes participaron como falsos testigos declarando bajo juramento que el estudiante desaparecido estaba fuera de la provincia.
A la tarde del 12 de octubre el baqueano Juan Cruz Poblete, quién vio escapar a Bordón del destacamento, encontró el cadáver en un barranco del cañón del Atuel, ubicado a 2 km de la dependencia policial, lugar que ya había sido revisado. El cuerpo tenía varias lesiones: fracturas en el codo izquierdo y clavícula derecha, hematomas en el riñón izquierdo y una profunda herida en la cabeza.
La Gendarmería Argentina realizó la autopsia al cadáver de Bordón, y remitió los resultados al juez Waldo Yacante. Las mismas determinaron que la muerte no se debió a un suicidio ni a un accidente. Además, ninguna de estas heridas eran mortales. La autopsia determinó que lo abandonaron con vida y que falleció a causa de deshidratación y de hambre en la casa donde lo abandonaron. Además, se encontraron en el patrullero en el que se movilizaron los policías pelos compatibles con los del estudiante fallecido.

## Juicio
El juzgamiento de los hechos se realizó en la Cámara del Crimen de San Rafael comandada por los jueces Domingo Mauricio, Mario Giambastiani y Jorge Germanó. Se desarrolló entre agosto y diciembre de 2000 y declararon 195 testigos.
Se determinó que no hubo ni accidente ni narcotráfico, Bordón fue detenido por el móvil 739 el dos de octubre de 1997 después de que él se fuera del destacamento El Nihuil. En el móvil policial estaban Daniel Gómez, Abelardo Cubillos y Roberto Gualpa quienes golpearon a Bordón y lo escondieron con la complicidad de Hugo Trentini, a cargo de la Comisaría 38.
A Gualpa y Cubillos lo sentenciaron a diez años y a Gómez a doce años por tener más jerarquía, se le imputaron los cargos de abandono de persona seguido de muerte. La pena de Trentini fue de quince años por homicidio. Mientras que Merelo fue acusado de encubrimiento y condenado a dos años y 6 meses.
Se juzgó además a los falsos testigos, Vega Gímenez, Escobar y Atencio fueron absueltos por no tener participación en el crimen. La parapsicóloga Ledesma fue condenada a dos años por encubrimiento.

## Consecuencias
Luego de conocido el Caso, el entonces gobernador provincial decidió cambiar a Juan de Dios Atencio, titular de la Unidad Regional II, y a Hugo Trentini, titular de la comisaría 38a. de San Rafael. También, renunció el hasta entonces ministro de Gobierno de Mendoza, Angel Cirasino.
Posteriormente, fue decidido que la policía de Mendoza pasase a ser comandada por civiles. En 1999, los integrantes de la fuerza policial se rebelaron contra este mando civil y lo intentaron extorsionar para recuperar el poder perdido, en la que se denominó la "rebelión policial", con un punto máximo en una manifestación en la puerta de la Legislatura. A partir de este evento se implementó la Reforma Policial, que abarcó a todo el Sistema de Seguridad Público, según declaraciones de Alejandro Cazabán. Arturo Lafalla y los líderes de la oposición José Genoud, Roberto Raúl Iglesias y Carlos Balter fueron los responsables de la decisión de que los civiles comandaran la fuerza.
Otra consecuencia de este asesinato fue la exoneración por parte de la Dirección General de Cultura y Educación de la provincia de Buenos Aires de las dos docentes que estaban a cargo del grupo de estudiantes y del director de la escuela donde cursaban sus estudios, por negligencias en la realización del viaje de egresados y el cuidado de los estudiantes.